# Partizán Bardejov
Maillots
Le Partizán Bardejov est un club de football slovaque basé à Bardejov à proximité de la Pologne.

## Historique

Ancien logo du BSK Bardejov

- 1922 - fondation du club sous le nom de BSC Bardejov
- 1932 - SK Bardejov
- 1949 - Sokol OSK Bardejov
- 1951 - ESSZ Bardejov
- 1953 - DSO Slavoj Bardejov
- 1962 - TJ Partizan Bardejov
- 1992 - BSC JAS Bardejov
- 2001 - BSK Bardejov
- 2005 - MFK Bardejov
- 2008 - Partizán Bardejov